# Real Valladolid
Real Valladolid (offiziell: Real Valladolid Club de Fútbol, S.A.D.) ist ein spanischer Fußballverein aus Valladolid in Kastilien und León. Er wurde 1928 gegründet. Der Verein gilt in Spanien als Fahrstuhlmannschaft, stieg etwa seit 2014 dreimal ab und wieder auf. Seit der Saison 2024/25 spielt Real Valladolid wieder in der erstklassigen Primera División. Im Verein wird auch Basketball gespielt.

## Geschichte
Der Verein entstand am 20. Juni 1928 durch die Fusion der Vereine Real Unión Deportiva und Club Deportivo Español, beide aus Valladolid. Erster Präsident und führender Kopf bei der Fusion war Pedro Zuloaga Mañueco. Am darauffolgenden 22. September absolvierte der Verein sein erstes Spiel; Gegner war Deportivo Alavés und siegte mit 2:1. Damals trug der Verein seine Spiele noch auf einem Platz in der Nähe der Stierkampfarena von Valladolid aus, der 1940 vom alten Estadio José Zorrilla abgelöst wurde. Dieses wich für die Fußball-Weltmeisterschaft 1982 dem derzeitigen Nuevo Estadio Municipal José Zorrilla, in dem die Mannschaft ihre Spiele austrägt und der Klub seinen Sitz und seine Büros hat.
Zur Saison 1948/49 spielte Real Valladolid erstmals in die Primera División, nachdem sie Meister der zweiten Liga geworden waren. In der Saison 1949/50 stand die Mannschaft erstmals im Finale um die damals Copa del Generalísimo genannte Copa del Rey, verlor aber mit 1:4 gegen Athletic Bilbao.
Von 1948/49 bis 1957/58 spielte der Verein erstklassig und erreichte in der Saison 1958/59 den direkten Wiederaufstieg. Der damalige Trainer José Luis Saso gilt heute als Vereinslegende, da er bereits als Spieler (Torhüter) in der ersten Mannschaft gespielt hatte und später Trainer, Sportdirektor und Vereinspräsident war. Er verstarb am 17. September 2006 und gehörte bis kurz vor seinem Tod der Klubleitung an.
Nach der Spielzeit 1960/61 stieg man erneut ab, worauf wiederum in der Folgesaison der Wiederaufstieg folgte. In der Saison 1962/63 erzielte der Verein unter Trainer Antoni Ramallets mit dem vierten Platz das bis heute beste Ergebnis in der ersten Liga.
Seit seiner Gründung verbrachte Real Valladolid insgesamt 37 Spielzeiten in der Primera División, 27 in der Segunda División, eine in der Segunda División B und neun in der Tercera División. Er stand zweimal im Pokalfinale (1950, 1989), unterlag jedoch in beiden Fällen. In den Jahren 1942, 1952, 1961 und 1979 erreichte die Mannschaft das Pokalhalbfinale. In der Saison 1983/84 gewann der Klub seinen ersten offiziellen Titel, den spanischen Ligapokal.
Real Valladolid qualifizierte sich dreimal für Europapokalwettbewerbe: 1984/85 sowie 1997/98 nahm man am UEFA-Pokal teil und 1989/90 am Europapokal der Pokalsieger, bei dem die Mannschaft immerhin ins Viertelfinale einzog, dort aber im Elfmeterschießen am AS Monaco scheiterte.
Nach 13 Jahren in Folge in der ersten Liga folgte 2004 der Abstieg in die Segunda División. Nach zwei vergeblichen Anläufen stand 2006/07 der Wiederaufstieg an. Valladolid wurde nach einer hervorragenden Saison Zweitliga-Meister. Während der Spielzeit sorgte das Team für einen Vereinsrekord und blieb 29 Spiele in Folge ungeschlagen. In der Saison 2007/08 wurde das vorrangige Ziel, der Klassenerhalt, erreicht.
Im Februar 2010 wurde Trainer José Luis Mendilibar entlassen. Onésimo, bisheriger Trainer der zweiten Mannschaft, ersetzte ihn. Anfang April wurde auch dieser entlassen, da der Abwärtstrend des Vereins sich nicht besserte. Am Ende der Saison 2009/10 stieg man als Tabellenneunzehnter wieder in die Segunda División ab. Nach zwei Saisons in der Zweitklassigkeit gelang am Ende der Saison 2011/12 durch den dritten Platz in der Segunda División und anschließende Siege in den Play-offs gegen den FC Córdoba und die AD Alcorcón der Wiederaufstieg in die Primera División.
Real Valladolid entwickelte sich seither zunehmend zur Fahrstuhlmannschaft. In der Saison 2013/14 musste man als Neunzehnter erneut absteigen. In der Saison 2014/15 wurde der fünfte Platz belegt, im Halbfinale der Play-offs zum Aufstieg scheiterte man jedoch aufgrund der Auswärtstorregel an UD Las Palmas. Es folgte ein 16. Platz mit nur drei Punkten Vorsprung auf den ersten Abstiegsplatz, was der schlechtesten Leistung seit mehreren Jahrzehnten entsprach. 2016/17 wurde der siebte Platz, die Play-offs wurden nur wegen der schlechteren Tordifferenz gegenüber der sechstplatzierten SD Huesca verpasst. 2017/18 wurden als Fünftplatzierter die Play-offs erreicht, nach Siegen über Sporting Gijón und CD Numancia gelang der Wiederaufstieg ins Oberhaus.
Am 3. September 2018 kaufte der ehemalige Weltfußballer Ronaldo 51 Prozent der Anteile des Vereins. Der Brasilianer wurde damit Hauptanteilseigner des Klubs und führt diesen seither als Präsident.
Zwischen 2021 und 2024 wechselte Real Valladolid am Ende jeder Spielzeit stets die Spielklasse des spanischen Ligasystems. Die Wiederaufstiege wurden jeweils als Zweitplatzierter und damit ohne Umweg über die Play-offs erreicht.

## Trofeo Ciudad de Valladolid
Seit 1972 wird im August in Valladolid in sich wandelnder Form ein Turnier um den Trofeo Ciudad de Valladolid (dt. „Pokal der Stadt Valladolid“) ausgetragen, das Real Valladolid bisher 20-mal gewonnen hat. Im Rahmen der Erstaustragung dieses Wettbewerbs vom 22. bis 24. August 1972 nahmen die Mannschaften von Nacional Montevideo, Vasas Budapest, Burgos und die Heimmannschaft teil. Die Trophäe selbst wurde damals auf einen Wert von 250.000 Peseten geschätzt.
Die Sieger des Turniers lauten:
- 1972  Real Valladolid
- 1973  Dynamo Kiew
- 1974  Dynamo Kiew
- 1975  Boca Juniors
- 1976  Real Valladolid
- 1977  UD Salamanca
- 1978  Espanyol Barcelona
- 1979   Real Valladolid
- 1980   Real Valladolid
- 1981  Grêmio Porto Alegre
- 1982  Cruzeiro EC
- 1983 nicht ausgetragen
- 1984  Real Valladolid
- 1985  Real Valladolid
- 1986  Real Saragossa
- 1987  Real Valladolid
- 1988  Real Valladolid
- 1989  Real Saragossa
- 1990  FC Barcelona
- 1991  Real Valladolid
- 1992  Atlético Madrid
- 1993  Real Valladolid
- 1994  Real Valladolid
- 1995  Atlético Madrid
- 1996  Real Valladolid
- 1997  EC Vitória
- 1998  Betis Sevilla
- 1999  Racing Santander
- 2000  Real Valladolid
- 2001  Real Valladolid
- 2002  Real Valladolid
- 2003  Real Valladolid
- 2004  Real Valladolid
- 2005  Real Valladolid
- 2006  FC Getafe
- 2007  OSC Lille
- 2008  Real Valladolid
- 2009  Real Valladolid
- 2010 nicht ausgetragen
- 2011  FC Getafe
- 2012  Athletic Bilbao
- 2013  FC Valencia
- 2014  Real Valladolid
- 2015  Real Valladolid
- 2016  Real Valladolid
- 2017  FC Paços de Ferreira
- 2018 nicht ausgetragen
- 2019  Real Valladolid
- 2020  Athletic Bilbao

## Statistik

### Ligazugehörigkeit
- Primera División 37 Spielzeiten
- Segunda División 27 Spielzeiten
- Segunda División B 1 Spielzeit
- Tercera División 9 Spielzeiten
- Ewige Tabelle der Primera División: Platz 13
- Beste Platzierung in der Primera División: 4. (1962/63)
- Schlechteste Platzierung in der Primera División: 19. (1991/92 und 1994/95)

### Erfolge
- Ligapokal: 1984
- Pokalfinalist: 1950, 1989
- Segunda División: (3) Meister 1948, 1959, 2007
- Copa Duward: 1× (1951/52 bis 1963/64 vom Uhrenhersteller Duward vergebener Pokal für die Mannschaft mit den wenigsten Gegentoren in einer Saison)

## Kader 2024/25
Stand: 27. Mai 2025
| Nr.        | Nat.       | Name                 | Geburtstag | im Verein seit | Vertrag bis |     |
| Tor        | Tor        | Tor                  | Tor        | Tor            | Tor         | Tor |
| ---------- | ---------- | -------------------- | ---------- | -------------- | ----------- | --- |
| 01         | Spanien    | André Ferreira       | 29.05.1996 | 2024           | 2027        |     |
| 13         | Estland    | Karl Jakob Hein      | 13.04.2002 | 2024           | 2025        |     |
| Abwehr     |            |                      |            |                |             |     |
| 02         | Spanien    | Luis Pérez           | 04.02.1995 | 2020           | 2025        |     |
| 03         | Spanien    | David Torres         | 05.03.2003 | 2023           | 2026        |     |
| 05         | Spanien    | Javi Sánchez         | 14.03.1997 | 2020           | 2026        |     |
| 06         | Turkei     | Cenk Özkacar         | 06.10.2000 | 2024           | 2025        |     |
| 15         | Schweiz    | Eray Cömert          | 04.02.1998 | 2024           | 2025        |     |
| 16         | Ghana      | Joseph Aidoo         | 29.09.1995 | 2025           | 2025        |     |
| 17         | Brasilien  | Henrique Silva       | 25.04.1994 | 2025           | 2025        |     |
| 22         | Italien    | Antonio Candela      | 27.04.2000 | 2025           | 2025        |     |
| Mittelfeld |            |                      |            |                |             |     |
| 04         | Ungarn     | Tamás Nikitscher     | 03.11.1999 | 2025           | 2028        |     |
| 08         | Osterreich | Florian Grillitsch   | 07.08.1995 | 2025           | 2025        |     |
| 10         | Spanien    | Iván Sánchez         | 23.09.1992 | 2022           | 2025        |     |
| 11         | Spanien    | Raúl Moro            | 05.12.2002 | 2024           | 2028        |     |
| 12         | Spanien    | Mario Martín         | 05.03.2004 | 2024           | 2025        |     |
| 18         | Venezuela  | Darwin Machís        | 07.02.1993 | 2023           | 2026        |     |
| 19         | Senegal    | Amath Ndiaye         | 16.07.1996 | 2024           | 2027        |     |
| 20         | Kroatien   | Stanko Jurić         | 16.08.1996 | 2024           | 2027        |     |
| 21         | Marokko    | Selim Amallah        | 15.11.1996 | 2023           | 2027        |     |
| 23         | Marokko    | Anuar Mohamed Tuhami | 15.01.1995 | 2017           | 2025        |     |
| 24         | Brasilien  | Kenedy               | 08.02.1996 | 2022           | 2027        |     |
| 28         | Spanien    | Chuki                | 29.04.2004 | 2024           | 2025        |     |
| Sturm      |            |                      |            |                |             |     |
| 07         | Senegal    | Mamadou Sylla        | 20.03.1994 | 2023           | 2026        |     |
| 09         | Brasilien  | Marcos André         | 20.10.1996 | 2023           | 2029        |     |
| 14         | Spanien    | Juanmi Latasa        | 23.03.2001 | 2024           | 2029        |     |

## Ehemalige Spieler
| - Aljoša Asanović - Rubén Baraja - Miodrag Belodedici - Cuauhtémoc Blanco - Ramón María Calderé - José Luis Caminero - Diego Costa | - Francisco Delgado - Luis García - García Calvo - „Mágico“ González - Gabriel Heinze - Iván Campo - Fernando Hierro | - René Higuita - Iván Kaviedes - Diego Klimowicz - Harold Lozano - Ariza Makukula - Juan Manuel Peña - Antoni Ramallets | - Eusebio Sacristán - Manuel Sanchís - Carlos Valderrama - Gilberto Yearwood - Patricio Sánchez |

## Trainer
- Ferenc Plattkó (1945–1946)
- Helenio Herrera (1948–1949)
- Heriberto Herrera (1962)
- Antoni Ramallets (1962–1963, 1965–1966)
- Rudi Gutendorf (1975)
- Vicente Cantatore (1985–1986, 1987–1989, 1996–1997)
- Xabier Azkargorta (1986–1987)
- Josip Skoblar (1989)
- Víctor Espárrago (1994–1995)
- Rafael Benítez (1995–1996)
- Gregorio Manzano (1999–2000)
- José Luis Mendilibar (2006–2010)
- Miroslav Đukić (2011–2013)
- Rubi (2014–2015)

## Real Valladolid B
Die zweite Mannschaft von Valladolid, Real Valladolid B, spielt seit der Saison 2022/23 in der Segunda Federación, der vierthöchsten spanischen Fußballliga.